# Michał Bogusław Kociełł
Michał Bogusław Kociełł herbu Pelikan (zm. w 1716 roku) – starosta mścisławski w latach 1703–1716, wójt mścisławski w latach 1703–1716, podstoli oszmiański w 1698 roku, chorąży parnawski w 1697 roku.
Był konsyliarzem województwa mścisławskiego w konfederacji sandomierskiej 1704 roku. Jako poseł województwa mścisławskiego był uczestnikiem Walnej Rady Warszawskiej 1710 roku. 
Ufundował w 1714 roku w miejscowości Mazyki kościół Świętej Trójcy i klasztor karmelitów trzewiczkowych. 